# Геният
„Геният“ (на английски: Genius) е американски драматичен телевизионен сериал от антологичен период, разработен от Ноа Пинк и Кенет Билър, чиято премиера бе в National Geographic. Първият сезон, който се излъчи между април и юни 2017 година, последва живота на Алберт Айнщайн, от ранните му години, през времето му като патентен служител, до по-късните му години като физик, разработил теорията на относителността; сезонът е базиран на книгата от 2007 г. „Айнщайн: Неговият живот и вселена“ от Уолтър Исаксон. Вторият сезон, излъчен между април и юни 2018 г., проследява живота и артистизма на Пабло Пикасо.
През април 2018 г. National Geographic поднови сериала за трети сезон, чиято премиера ще бъде през март 2021 г. и ще проследи живота на Арета Франклин. През декември 2020 г. поредицата беше подновена за четвърти сезон, който трябва да излезе в Disney+ и ще проследи живота на Мартин Лутър Кинг младши.

## Синопсис
Първият сезон хроникира два периода от живота на Алберт Айнщайн: първият като патентен служител, който се бори да получи преподавателска длъжност и докторска степен, вторият като учен, уважаван заради развитието на теорията на относителността.
Вторият сезон хроникира два периода от живота на Пабло Пикасо: първият като млад мъж, открил за пръв път таланта си, вторият като известен художник, борещ се с възхода на фашизма и цената на славата.